# Windroos (zelfkruier)
Een windroos is een mechanisme waarmee de windmolen op de wind wordt gezet. De windroos is een klein molentje, die daartoe op de achterzijde van de kap of op de staart is gemonteerd, haaks op het wiekenkruis. Wanneer er geen zijwind is, staat de windroos stil. Zijwind brengt de windroos in beweging, waarna een overbrenging de kap van de molen in beweging zet, in de richting van de wind. In Nederland hebben slechts de molen De Sterrenberg in het Drentse Nijeveen en het zaagmolentje van Wedderveer een zelfkruimechanisme. In het buitenland komen zelfkruiers echter vrij veel voor. Zo zijn de Greetsielse Tweelingsmolens in Noord-Duitsland zelfkruiers.
De bliksemafleider zit bij de zelfkruiende, bovenkruiende molens bovenop de kap in plaats van aan de roeden. Deze is op de kapzolder verbonden aan een schuifring rondom de koningsspil.
Door het ontbreken van de staart is er geen tegengewicht voor het gevlucht en is de molen stormgevoeliger. Zo is bij de Westelijke Greetsielse Tweelingsmolen op 28 oktober 2013 bij een westerstorm de kap van de molen gewaaid.

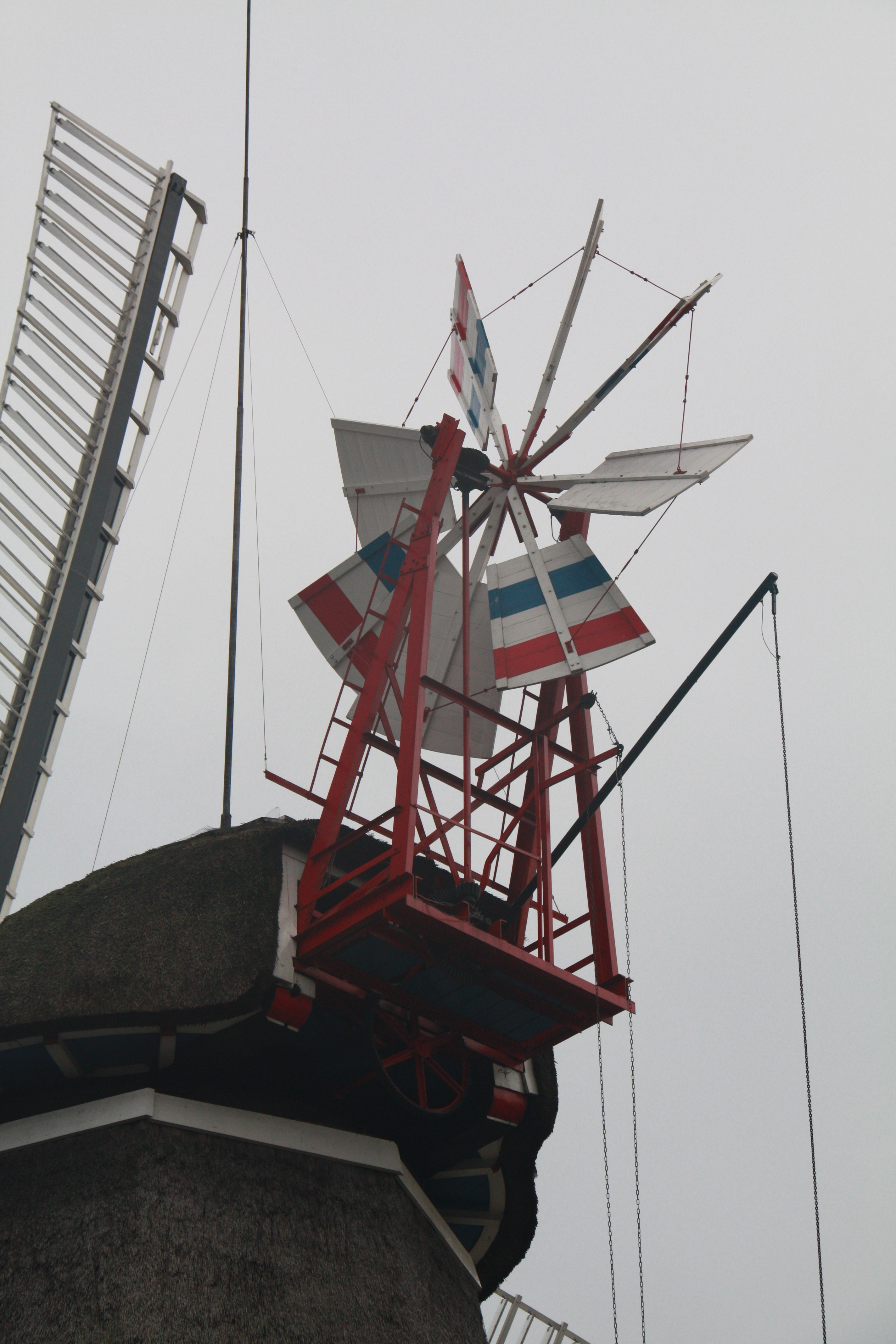
Windroos op De Sterrenberg
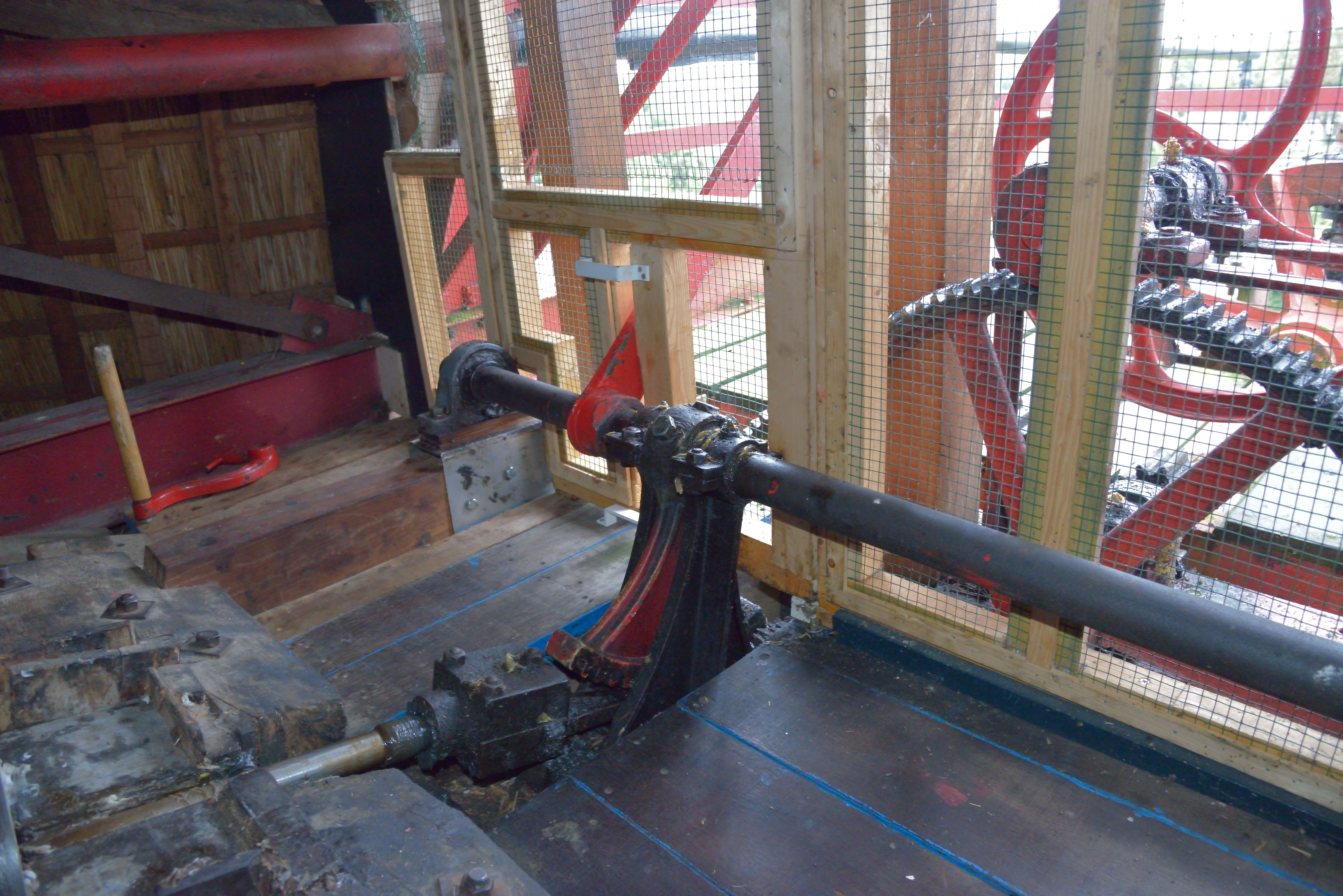
Overbrenging zelfzwichting en windroos bij De Sterrenberg
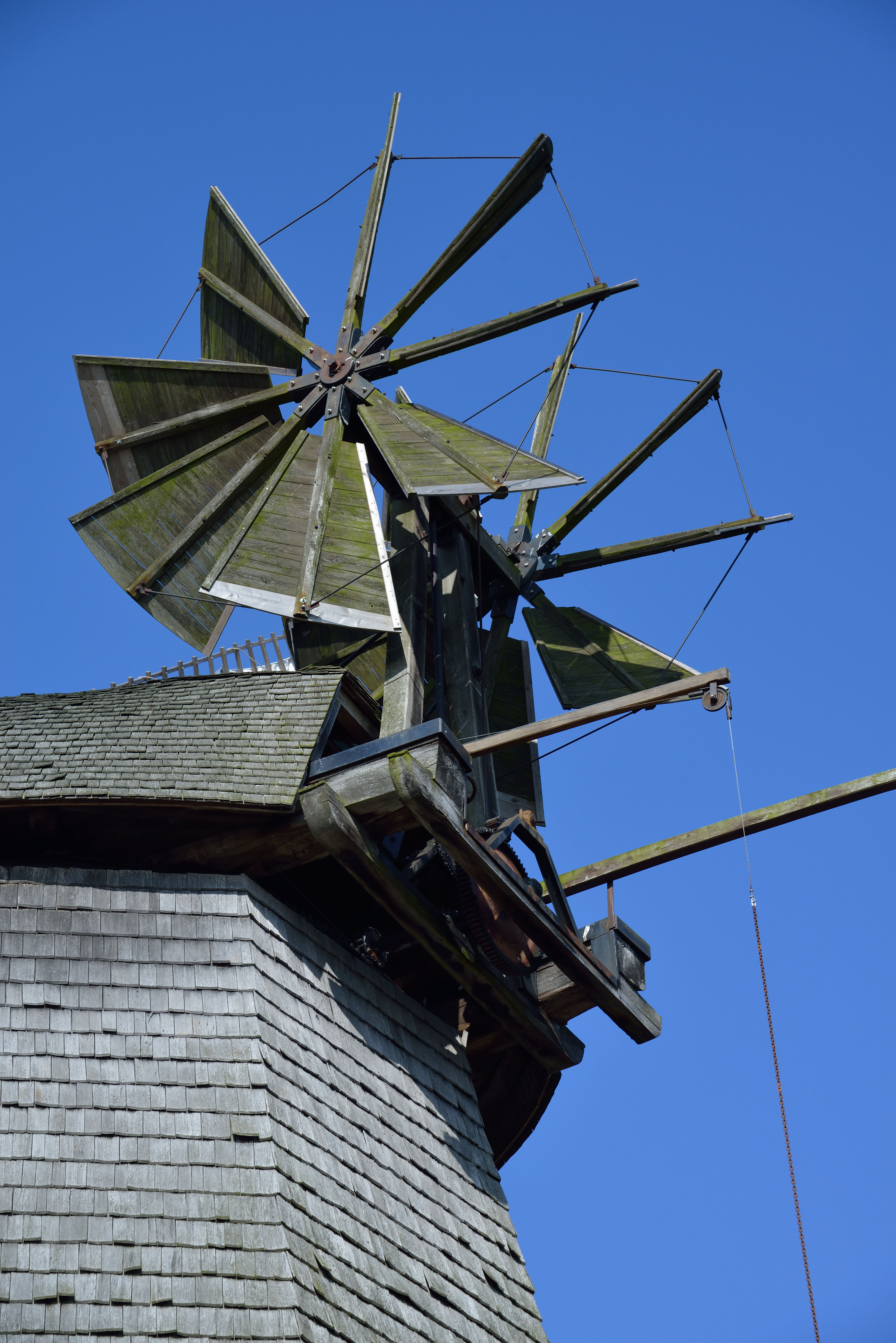
Windroos op de Windmühle Messlingen
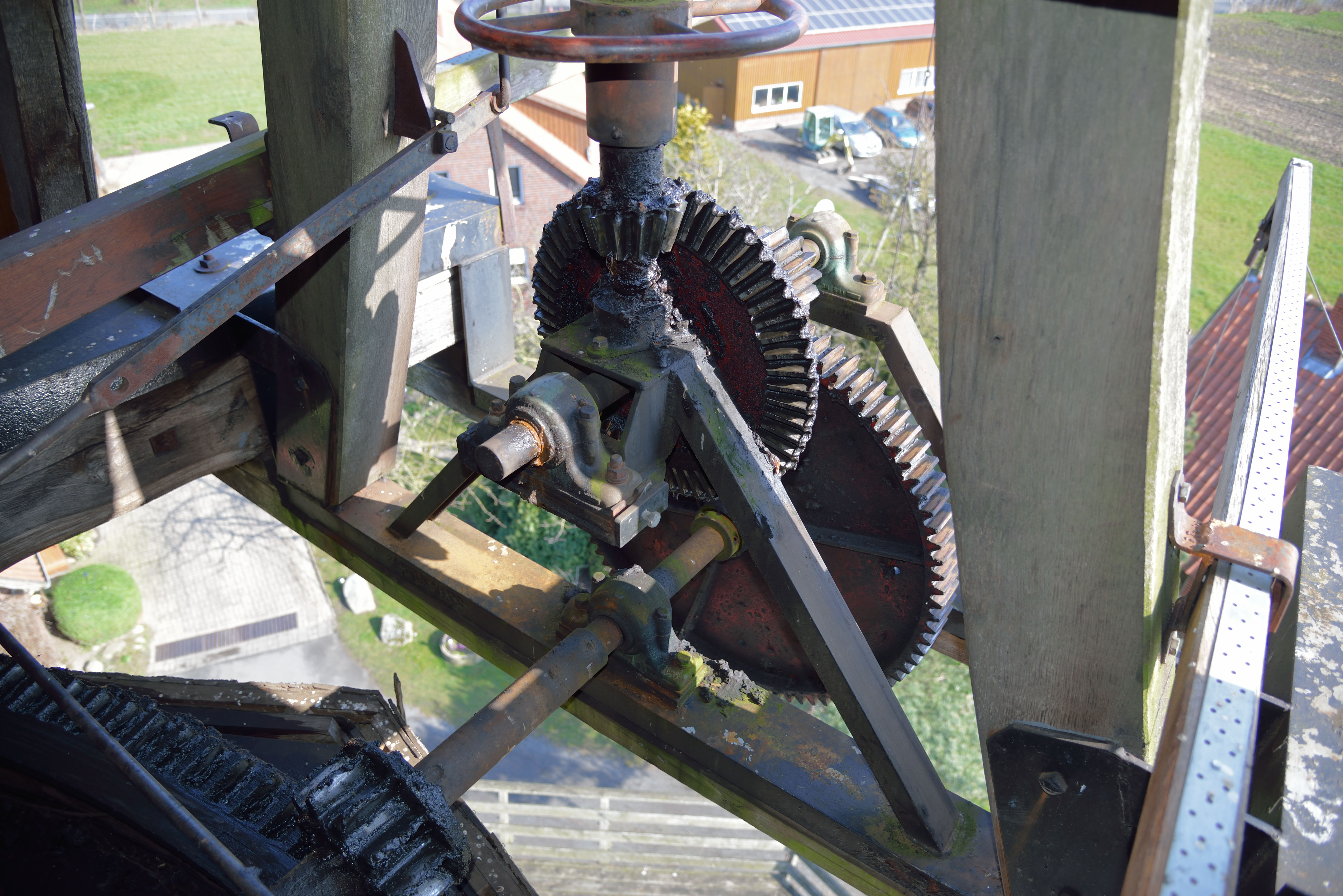
Zelfkruimechanisme bij de Windmühle Messlingen
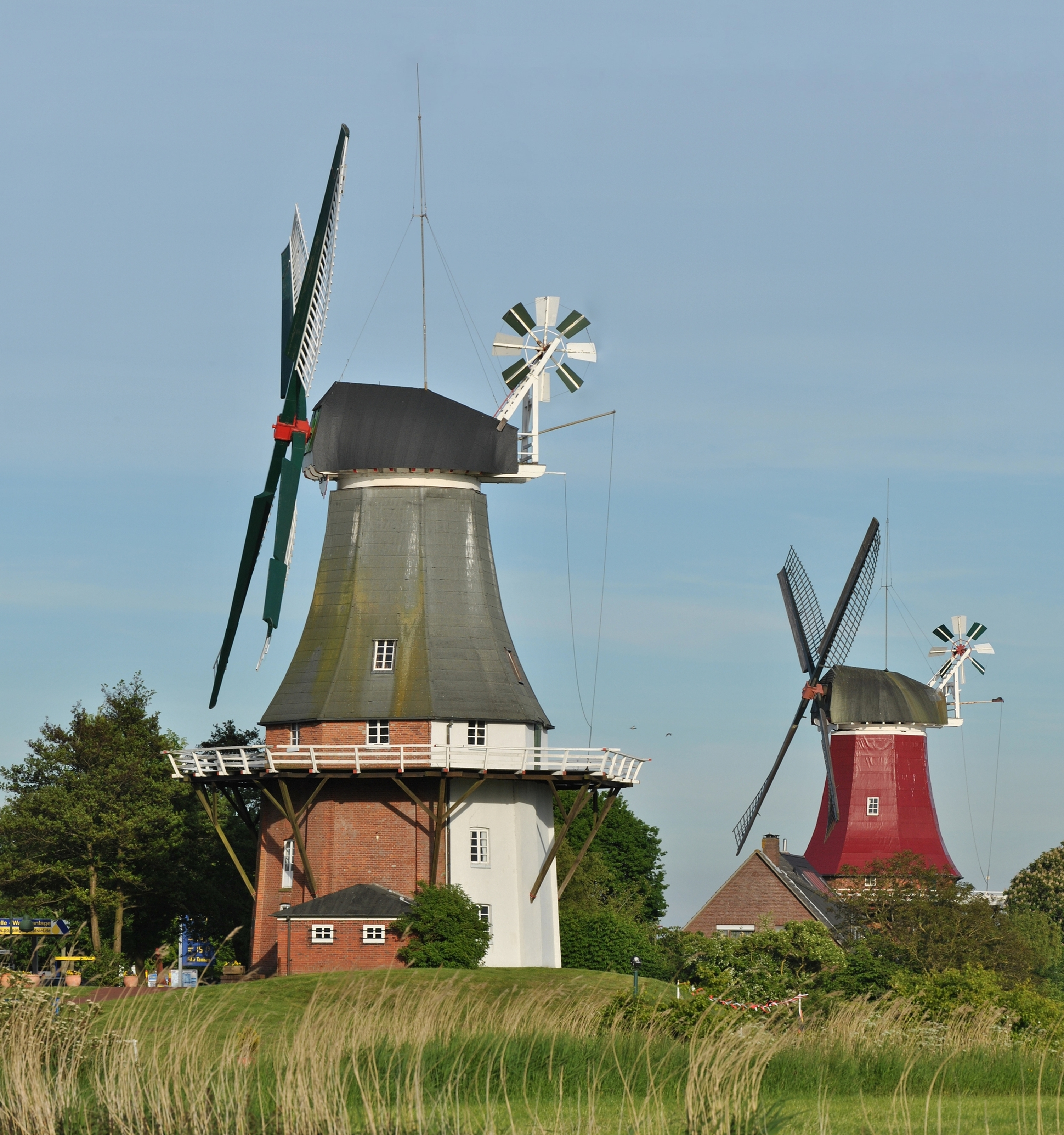
Greetsielse Tweelingsmolens
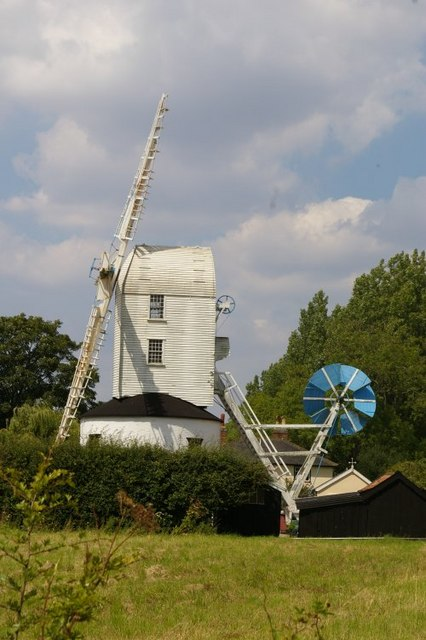
Windroos op de staart standerdmolen in Saxtead, Engeland